# Franz Freiherr von Hammerstein-Equord
Franz Freiherr von Hammerstein-Equord sau Franz von Hammerstein (* 6 iunie 1921 în Berlin; † 15 august 2011 ebenda) a fost un teolog evanghelic german și autor de poezie religioasa.

## Opera
- Das Messiasproblem bei Martin Buber. Stuttgart: Kohlhammer 1958 (= Stud. Delitzschiana. Bd.1) (= Diss. Univ. Münster 1957)

## Literatură
- Aktion Sühnezeichen Friedensdienste e.V., Friedenszentrum Martin-Niemöller-Haus e.V.: Franz von Hammerstein – Widerstehen und Versöhnen. Ein Leben zwischen den Stühlen. Festschrift zum 85. Geburtstag. Berlin 2007. ISBN 978-3-89246-048-0

## Legături web
- de Franz Freiherr von Hammerstein-Equord în Catalogul Bibliotecii Naționale a Germaniei (Informații despre Franz Freiherr von Hammerstein-Equord • PICA • Căutare pe site-ul Apper)
- Franz von Hammerstein (Gedenkstätte Deutscher Widerstand) Arhivat în 28 septembrie 2007, la Wayback Machine. (PDF-Datei; 179 kB)